# Distretto di Huari
Il distretto di Huari è un distretto del Perù nella provincia di Huari (regione di Ancash) con 9.738 abitanti al censimento 2007 dei quali 4.827 urbani e 4.911 rurali.
È stato istituito fin dall'indipendenza del Perù.